# Michael Fekete
Pour les articles homonymes, voir Fekete.
 (novembre 2023).
Si vous disposez d'ouvrages ou d'articles de référence ou si vous connaissez des sites web de qualité traitant du thème abordé ici, merci de compléter l'article en donnant les références utiles à sa vérifiabilité et en les liant à la section « Notes et références ».
Michael Fekete (19 juillet 1886 - 13 mai 1957) est un mathématicien hongro-israélien.

## Biographie
Il naît en 1886 à Zenta, dans la partie hongroise de l'Empire austro-hongrois. Il soutient sa thèse de doctorat à l'université de Budapest (devenue depuis l'Université Loránd Eötvös) en 1909, sous la direction de Lipót Fejér.
Après sa thèse, il passe quelque temps à Göttingen, avant de revenir à Budapest. Il publie en 1922 son premier article[réf. nécessaire], en collaboration avec John von Neumann.
En  1928, il émigre en Palestine (alors sous mandat britannique) et devient l'un des premiers enseignants de l'Université hébraïque de Jérusalem. En 1929, il devient professeur.
Il reçoit en 1955 le Prix Israël.
Il meurt en 1957 à Jérusalem.

## Hommages
Plusieurs objets mathématiques sont nommés d'après Michael Fekete, parmi lesquels le lemme de Fekete qui permet de connaître l'asymptotique d'une suite sous-additive, les polynômes de Fekete (polynômes dont les coefficients sont des symboles de Legendre, utiles en théorie des nombres), ou encore le problème de Fekete.